# Juventud Comunista Paraguaya
La Juventud Comunista Paraguaya (JCP) es un movimiento que agrupa a los militantes jóvenes del Partido Comunista Paraguayo.

## Historia
Puede considerarse a la Federación Juvenil Comunista (FJC) de la década de 1930, con Félix H. Agüero de secretario general, como la precursora de la JCP. La FJC tenía un periódico llamado "Patria Nueva", que se publicó durante la Primavera Democrática de 1946.
Durante toda la segunda parte del siglo XX, la FJC no pudo organizar sus congresos ya que eran perseguidos por la policía de la dictadura de Alfredo Stroessner. Recién, después de un trabajo de reorganización llevado a cabo por las nuevas generaciones del Partido Comunista Paraguayo, se pudo organizar el I Congreso en 2005, y se decide cambiar el nombre por el actual: Juventud Comunista Paraguaya.
En su I Congreso la JCP aprobó sus nuevos estatutos, entre otras cosas, ya que el anterior databa de 1971.

## Congresos de la JCP
- Congreso Fundacional, (Asunción, 1946)
- I Congreso, (Asunción, 9 y 10 de abril de 2005)[4]
- II Congreso, (Asunción, 2008)
- III Congreso, (Itá, 26 y 27 de septiembre de 2009)[5][6][7]
- IV Congreso, (Asunción, 2012)[8]
- V Congreso, (Asunción, 14, 15 y 16 de abril de 2022)
- VI Congreso, (Asunción, 13, 14 y 14 de junio de 2025)

## Secretarios generales
- Felix H. Agüero, (FJC, 1930-1937)

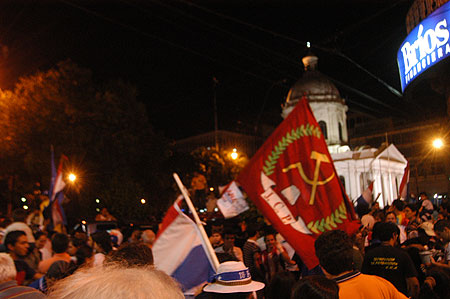
La JCP en un acto frente al Panteón de los Héroes.

- Juan G. Fernández, (FJC, 1937-1946)
- Esteban Guerrero Diaz, (FJC, 1946-1947)
- Ananias Maidana, (FJC, 1947 - ¿?)
- Derlis Villagra, (FJC, ¿?-1975)
- Juan Carlos Rivas, (FJC, ¿?-¿?)
- Pedro Espinoza, (JCP, ¿?-2005)
- Najeeb Amado, (JCP, 2005-2007)
- Fabián Franco, (JCP, 2007-2009)
- Álvaro Lo Bianco (JCP, 2009-2012)
- Fabricio Arnella (JCP, 2012)
- Comité de Reorganización (JCP, 2012-2022)
- Ariel Prieto (JCP, 2022-actualidad)